# Groppello Bianco
Groppello Bianco ist eine Weißweinsorte. Sie zählt zu den autochthonen Sorten aus dem Norden Italiens. Ihr Anbau ist in der Provinz Treviso in Venetien zugelassen. Die spätreifende Sorte ergibt einen guten Weißwein mit einem ausreichend hohen Alkoholgehalt, um dem Wein etwas Struktur zu verleihen. Neben der Groppello Bianco gibt es noch die roten Rebsorten Groppello di Mocasina, Groppello di Santo Stefano und Groppello Gentile.
Siehe hierzu auch den Artikel Weinbau in Italien sowie die Liste von Rebsorten.

## Ampelographische Sortenmerkmale
In der Ampelographie wird der Habitus folgendermaßen beschrieben:
- Die Triebspitze ist spinnwebig behaart, mit karminrotem Anflug.
- Die großen Blätter sind meist dreilappig, manchmal fünflappig und dann mäßig gebuchtet. Die Stielbucht ist halboffen.
- Die konusförmige Traube ist länglich und dichtbeerig. Die rundlichen Beeren sind klein und von grünlicher und bei vollreife gelblicher Farbe. Die saftigen beeren verfügen über eine dünne Schale.

Die Rebsorte Groppello bianco treibt spät aus und reift ca. 30 Tage nach dem Gutedel: Sie zählt daher zu den spätreifenden Sorten.